# Nílusi tilápia
A nílusi tilápia (Oreochromis niloticus) a sugarasúszójú halak osztályába, ezen belül a sügéralakúak (Perciformes) rendjébe és a Cichlidae családjába tartozó faj.

## Előfordulása
Észak és Közép-Afrika folyói, mocsarai. Nagy számban tenyésztik Izraelben, a Yarkon folyóban és néhány más, trópusi területen is. Magyarországon 1958-tól jelent meg. A halakkal találkozhatunk a Fővárosi Állatkertben, a szarvasi Haltenyésztési Kutató Intézetben és a makádi tógazdaságban is. Európaszerte tenyésztik ízletes húsa miatt.

## Megjelenése
Teste magas, oldalról lapított. Farokúszója nem villás, a széle egyenesen levágott vagy enyhén homorú. Az oldalvonala a sügérfélékhez és díszsügérfélékhez hasonlóan a test felső részén húzódik, rajta 31-35 jól fejlett pikkely található. Testszíne a hátán sötétebb, az oldalain világosabb, általában olajzöld, sötétebb sávokkal, a hasa fehéres. Kopoltyúja tájékán fekete foltok láthatók. Uszonyai világosszürkék. Végleges testhossza elérheti a 60 cm-t, de fogságban ritkán haladják meg a 30 cm-t.

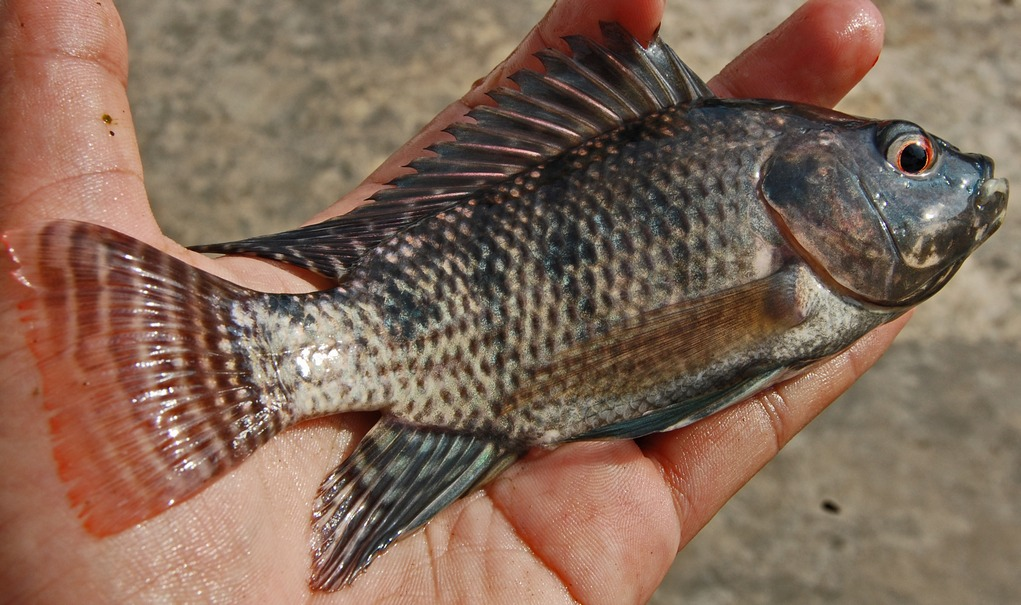
Hím
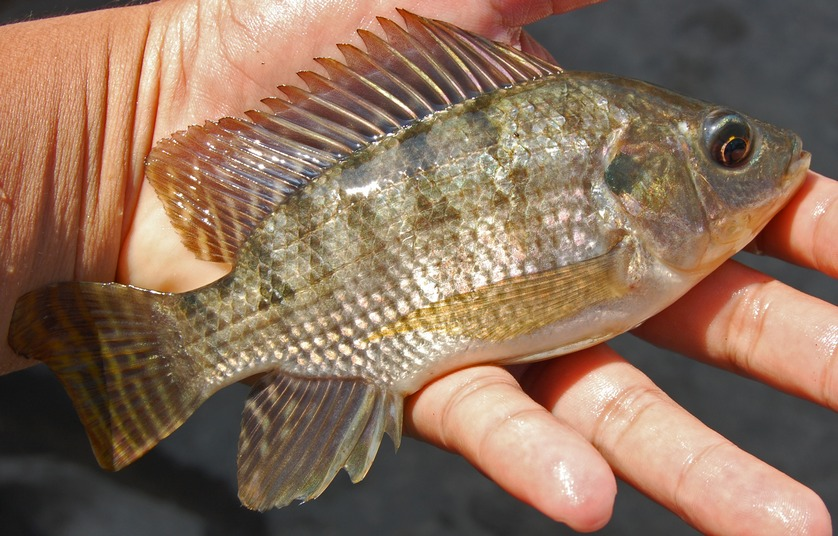
és a nőstény

## Életmódja
Mindenevő, különösen kedveli az algát és egyéb növényi alapú élelmet, de a gilisztát és egyéb állati eredetű táplálékot is elfogad. Békés természetű, nagy halakkal jól tartható. A hímek a szaporodási időszakban verekedhetnek.

## Szaporodása
Igénytelen, szapora faj. Már fél évesen ivarérett, a párok ívás előtt 5–8 cm mély árkot készítenek. Az ikrák száma több száz is lehet. A nőstény a szájában kelti ki a fiatalokat, melyek kb. 5 hetesen kirajzanak és önálló életet kezdenek. Az ivadékok gyorsan fejlődnek.

## Tartása
Trópusi eredetű faj, amely minimum 16-18 Celsius-fokos vizet kedveli, de megél az ennél melegebb vízben is, a vízminőségre sem érzékeny. A víz sótartalmának változásait jól tűri, a félsós és édesvizekben egyaránt életben marad. 
Kereskedelemben viszonylag ritkán kapható hatalmas mérete miatt, de néha találkozhatunk rózsaszínű tenyészváltozatával az állatkereskedésekben is.